# Frankenburg (Pfalz)
Die Frankenburg ist eine hochmittelalterliche, heute nur noch als Ruine mit wenigen Bauresten erhaltene Felsenburg im Landkreis Südliche Weinstraße in Rheinland-Pfalz. Sie lag über dem Modenbachtal am spornartigen Ende des Frankenberges auf und um einer dortigen Felsplattform, dem sogenannten Franken-Felsen, einem Naturdenkmal. Ihr gegenüber liegt die Burg Meistersel.
Von der Frankenburg sind nur noch ganz wenige Mauerreste und Spuren im Felsen vorhanden. Der Felsen liegt an der Südostspitze des Frankenberges in 545 Meter Höhe, die Burg ist damit eine der höchstgelegenen der Pfalz.

## Geschichte
Erste urkundliche Erwähnung fand die Anlage im Jahr 1327, als Jakob von Ruppertsberg dem Grafen Jofried von Leiningen die Burg anlässlich einer Urfehde öffnete. Vor 1353 befand sich die Frankenburg in der Verfügungsgewalt der Herren von Dahn. Vermutlich wurde sie während des 14. Jahrhunderts zerstört.

## Baubeschreibung

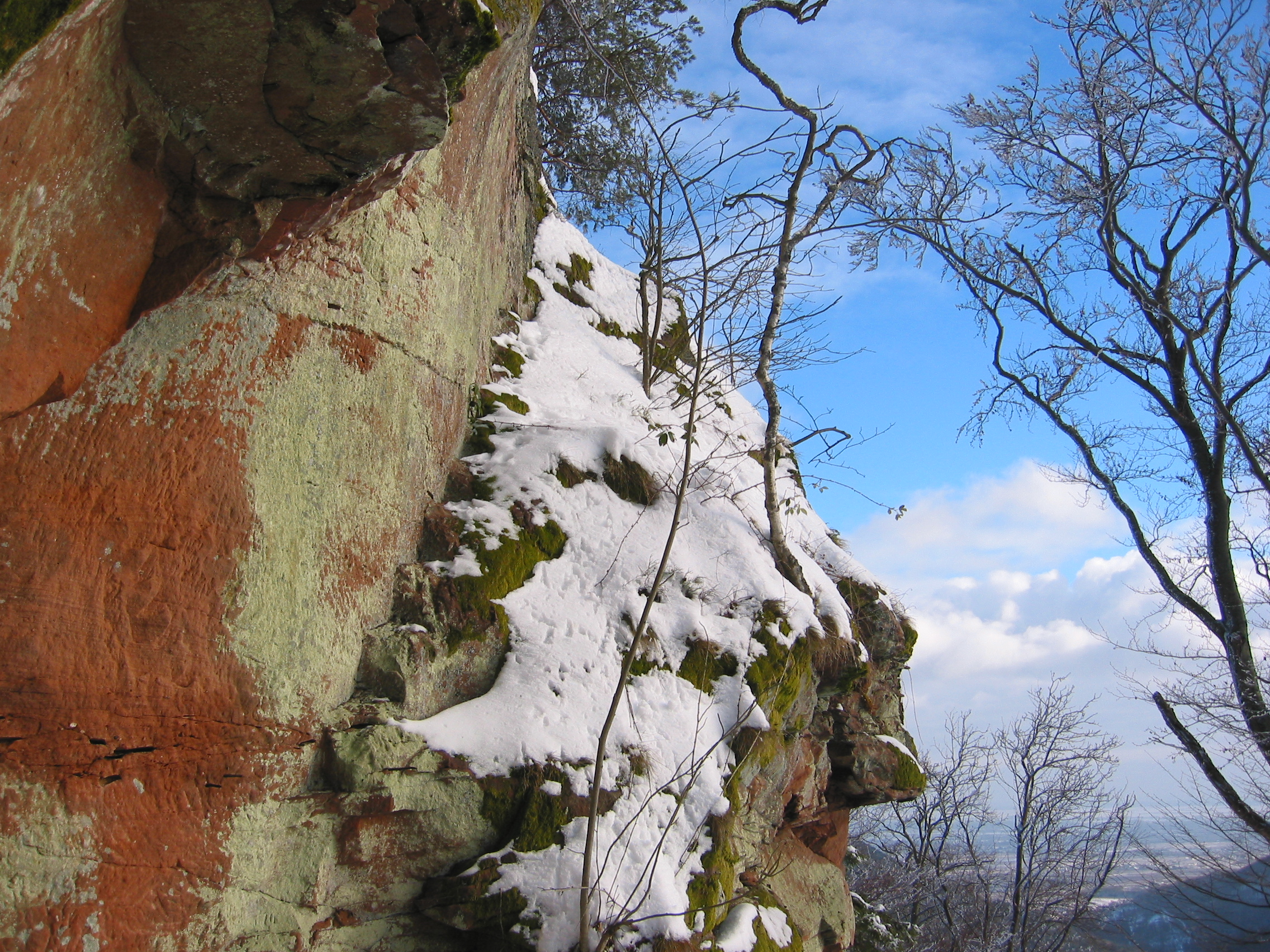
Treppenaufgang zur Oberburg (Januar 2011)

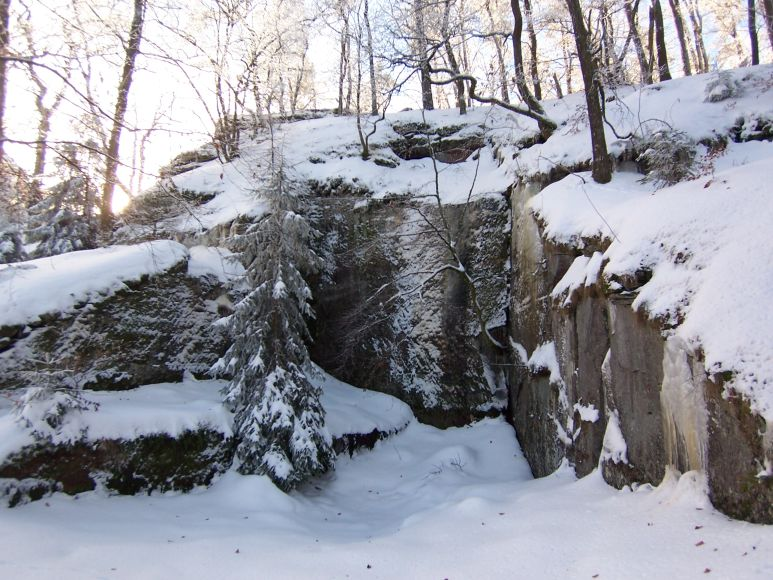
Blick in den äußeren Graben (Januar 2011)

Die Burg bestand aus einer Oberburg auf der 20 Meter langen und bis zu 6,80 Meter breiten Felsplattform und einer Unterburg, die sich bis auf die nordwestliche Schmalseite der Felsplattform um die Oberburg herumzog.
Der Aufgang zur Oberburg erfolgte über eine aus dem Fels gehauene Treppe an der südlichen Längsseite des Felsens. Auf der Plattform standen mehrere kleine Gebäude, ein Hof sowie an der Hauptangriffsseite im Nordwesten vermutlich eine kurze Schildmauer. An den Fuß des Burgfelsens an der südwestlichen Längsseite lehnten sich Gebäude an, wie Bauspuren zeigen. Sie gehörten noch zur Oberburg und sind durch eine Ringmauer von der etwas weiter unten am Berghang liegenden Unterburg getrennt.
Der Zuweg zur Burg wird durch zwei Gräben unterbrochen, einem äußeren, kürzeren Graben, der nicht über die gesamte Breite des Bergspornes verläuft, und wohl als Steinbruch für den Burgenbau diente und von einer Brücke überspannt war, wie drei Balkenauflager zeigen. Etwas weiter folgt ein breiter Halsgraben, der den gesamten Sporn abriegelte.
Die noch dort vorhandenen Buckelquader und einzelne Keramikfunde ermöglichen eine grobe Datierung der Bestandszeit der Burg von der zweiten Hälfte des 12. Jahrhunderts bis vermutlich in das 15. Jahrhundert.

## Zugang
Die Burgruine kann vom Wanderparkplatz Sieben Quellen im Modenbachtal über die Pfälzerwaldhütte Amicitia-Hütte nur über unmarkierte Wanderwege erreicht werden.